# Église Saint-Maurice de Saint-Maurice-des-Champs
L'église Saint-Maurice de Saint-Maurice-des-Champs est une église située sur le territoire de la commune de Saint-Maurice-des-Champs dans le département français de Saône-et-Loire et la région Bourgogne-Franche-Comté.

## Historique
Elle fait l'objet d'une inscription au titre des monuments historiques depuis le 15 octobre 1971.